# Северский, Ежи
Ежи Севе́рский (пол. Jerzy Kwiryn Siewierski, 3 июня 1932, Варшава — 20 ноября 2000, там же) — польский писатель, литературный критик, сценарист. Заслуженный деятель культуры Польши.

## Биография
Начальное образование получил в нелегально действующей школе в оккупированной столице, после войны окончил лицей им. С. Батория.
Историк. Выпускник Варшавского университета. После окончания университета в 1951—1952 годах работал учителем. С 1956 по 1976 год — работал редактором «Новых книжек» («Nowe książki»). В 1976 году ушел на пенсию по инвалидности.
С 1976 года — член Союза польских писателей, позже — Клуба писателей демократического группирования.

## Творчество
Печататься начал в 1951 году. Первой публикацией Е. Северского стало стихотворение «Мгновенные снимки из Маршалковского жилого района» («Migawki z MDM-u»). Как прозаик дебютировал в 1956 году с рассказом «Целина» («Celina») в журнале «Современность» («Współczesność»).
Автор рассказов и повестей в жанре детектива и научной фантастики, ряда произведений литературы ужасов, a также научно-популярных работ о масонстве и польской эзотерике.

## Избранная библиография
- «Spadkobiercy Pani Zuzy» (1971) — «Наследники пани Зузи»
- «Nie zabija się Świętego Mikołaja» (1972) — «Деда Мороза не убивают»
- «Zaproszenie do podróży» (1972) — «Приглашение к путешествию»
- «Dziewczyna, z którą nikt nie tańczy» (1974) — «Девушка, с которой никто не танцует» (сборник)
- «Pięć razy morderstwo» (1976) — «Пятикратное убийство»
- «Zaufajcie Drakuli pod pseudonimem George Quiryn» (1979) — «Доверяйте Дракуле с псевдонимом „Джордж Квирин“»
- «Powieść kryminalna» (1979) — «Криминальный роман» (монография)
- «Nalewka na wilczych jagodach» (1980) — «Наливка на белладонне»
- «Tam gdzie diabeł ma młode» (1981) — «Там где черт имеет невесту»
- «Jestem niewinny» (1981) — «Я невиновен»
- «Opowieść o duchach i gorejącym sercu» (1983) — «Рассказ о духах и пылающем сердце»
- «Sześć barw grozy» (1985) — «Шесть цветов ужаса»
- «Panią naszą upiory udusiły» (1987) — «Нашу госпожу задушили упыри»
- «Przeraźliwy chłód» (1990) — «Пронизывающий холод»
- «Choć nas potępiają umysły zacięte… Opowieść o masonach, obyczajach i pięknej Kasieńce» (1990) — «Хоть нас осуждает непримиримое общественное мнение… Рассказ о масонах, обычаях и красавице Касеньке»
- «Dzieci Wdowy czyli opowieści masońskie» (1992) — «Вдовьи дети, или Масонские повести» (популярно-историческая работа)
- «Maska szatana» (1992) — «Маска сатаны»
- «Wolnomularstwo a Konstytucja Trzeciego Maja» (1997) — «Масонство и Конституция Третьего мая» (популярно-исторический очерк)
- «Legenda o Hiramie z Tyru, synu wdowy — uczniu egipskich mędrców — budowniczym świątyni» (1999) — «Легенда о Гираме Тирском — сыне вдовы, ученике египетских мудрецов, строителе святыни»
- «Łysa Góra» (1999) — «Лысая гора» (поэма)
- «Upadły Anioł z Podola — opowieść o Tadeuszu Grabiance» (2001) — «Падший ангел с Подолья — рассказ про Тадеуша Грабянку» (историческая повесть)
- «Ilustrowana Historia Masonerii» (2002) — «Иллюстрированная история масонства»

Первым в Польше написал монографию о детективе, как литературном жанре и стал первым польским автором произведений на тему о масонстве.
Произведения Ежи Северского выходили в переводе на русский язык. Рецензии на них публиковались в «Литературе», «Литературной жизни», «Культуре».

## Фильмография
По сценариям Ежи Северского снято несколько фильмов:
- Бриллианты пани Зузы / Brylanty pani Zuzy (1971)
- Возвращение волчицы / Powrót wilczycy (1990)